# Xixuthrus bufo
Xixuthrus bufo là một loài bọ cánh cứng trong họ Cerambycidae.